# موفيستار (اتصالات)
موفيستار (بالإسبانية: Movistar)‏ (تلفظ بالإسبانية: ‎/moβisˈtar/‏) هي علامة تجارية رئيسية في مجال الاتصالات مملوكة لشركة تليفونيكا، وتعمل في إسبانيا وفي العديد من بلدان أمريكا اللاتينية. وهي أكبر مشغل للهاتف المحمول في إسبانيا مع 22 مليون عميل و41.58% من حصة السوق، حيث تقوم أيضاً بتسويق الخط الأرضي، والنطاق العريض والتلفزيون المدفوع (موفيستار بلوس). وتُعتبر شركة أمريكا موفيل منافسها الرئيسي في أمريكا اللاتينية.

## التاريخ
بدأت العلامة التجارية موفيستار في إسبانيا منذ إطلاق خدمات جي إس إم في عام 1995. وأصبح اسم الشركة فاعلاً عالمياً في 5 أبريل 2005، بعد أن اشترت تليفونيكا فرع بيا سوث للعمليات المتنقلة في أمريكا الجنوبية. بعد شراء O2 في عام 2005 من قبل تيليفونيكا، أعلنت الشركة أن العلامة التجارية O2 ستستمر في عملها في المملكة المتحدة وألمانيا وأيرلندا، باعتبارها فرعاً منفصلاً عن مجلس الإدارة وهيكلها الخاص.
منذ عام 2011، رعت تيليفونيكا فرقة UCI ProTeam في ركوب الدراجات تحت اسم فريق موفيستار، ومنذ عام 2014، رعت فريق «موفيستار ياماها لسباق الجائزة الكبرى للدراجات النارية» في سباق الجائزة الكبرى للدراجات النارية.
سمحت صفقة ديزني وتليفونيكا ببرمجة حرب النجوم في جدول موفيستار بلوس خلال شهري أكتوبر ونوفمبر 2015 بالإضافة إلى قناة لحرب النجوم تبدأ في أوائل شهر ديسمبر وصولاً إلى حرب النجوم: القوة تنهض. تألفت المواد المبرمجة من ستة أفلام حية بالإضافة إلى أفلام وثائقية. ومن بين المزايا الإضافية، برنامج سان دييغو كومك كون إنترناشونال وبرنامج «احتفال حرب النجوم» ووثائقي ستار وورز يونيفرس وإمبراطورية المعجبين. قامت ديزني وموفيستار بلوس بعرض محتوى حرب النجوم وإضافة قناة للجزء الثامن من الفيلم الجيداي الأخير. قامت موفيستار بلوس بتكرار ترتيب سكاي موفيز ديزني في المملكة المتحدة، حيث أطلقت موفيستار ديزني في 22 ديسمبر 2017.

## البلدان التي تعمل فيها تليفونيكا تحت علامة موفيستار

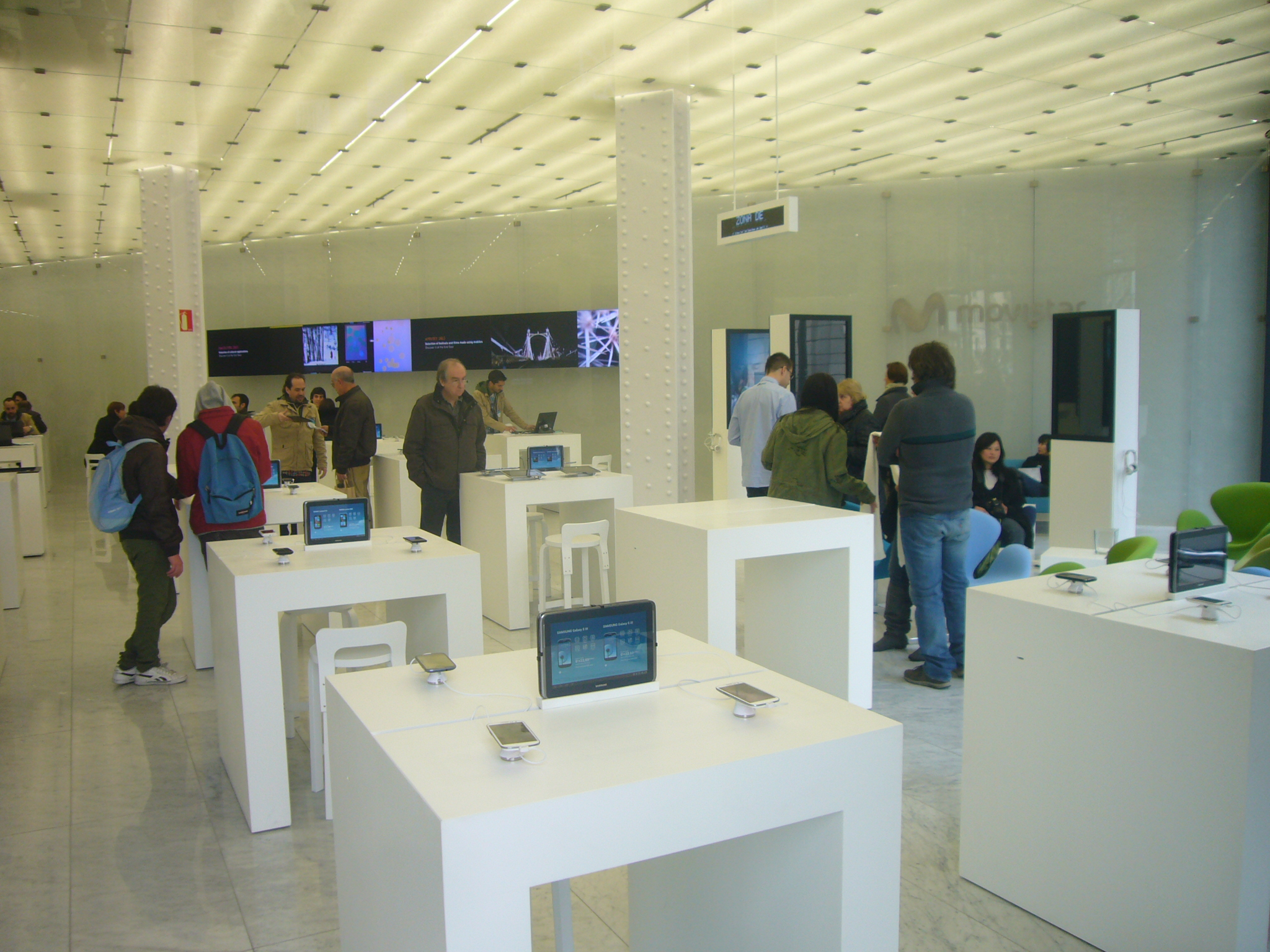
معرض موفيستارفي ملتقى عالم الهاتف النقال.

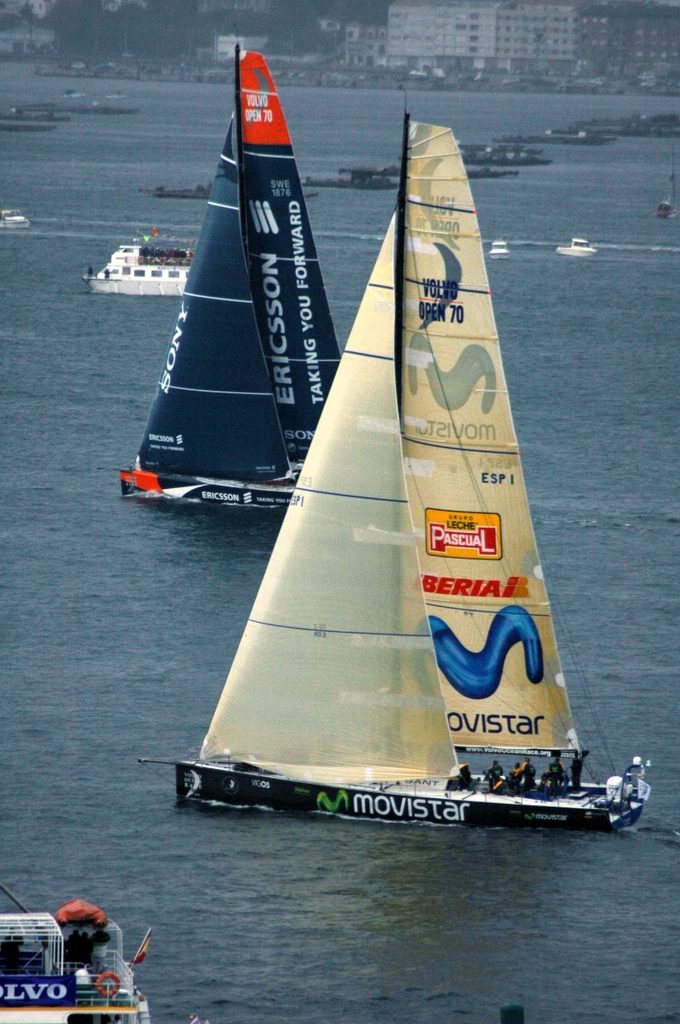
قوالب تحمل شعار موفيستار في فيغو، إسبانيا.

- الأرجنتين (سابقاً تيليفونيكا أونيفون وموفيكوم بيل سوث)
- تشيلي (سابقاً تيليفونيكا موفيل وبيل سوث)
- كولومبيا (سابقاً بيل سوث، كوسلكو، سيلي موفيل)
- كوستاريكا (تيليفونيكا كوستاريكا ش.م.)
- الإكوادور (سابقاً سيلولير بوير، بيل ساوث)
- السلفادور (سابقاً تيليفونيكا موفيليس أو تيليفونيكا موفيستار)
- غواتيمالا (سابقاً تيليفونيكا موفيستار وبيل سوث)
- المكسيك (سابقاً سيديتيل، باجاكسيل، موفيتيل، نورتيل وبيغاسو)
- نيكاراغوا (بيل سوث سابقاً)
- بنما (سابقاً بيل ساوث)
- بيرو (سابقاً تيليفونيكا موفيليس وبيل سوث)
- إسبانيا(سابقاً تيليفونيكا موفيستار)
- أوروغواي (موفيكوم سابقًا)
- فنزويلا (سابقاً تيل سيل وبيل سوث)

## البلدان التي تعمل فيها تليفونيكا تحت علامات تجارية أخرى
- البرازيل (سابقاً تيليفونيكا سيلولير في بعض الأماكن، والآن تحت العلامة التجارية فيفو)
- ألمانيا (تحت العلامة التجارية O2)
- المملكة المتحدة (تحت العلامة التجارية O2)

## وصلات خارجية
- الموقع الرسمي
- موفيستار إسبانيا
- موفيستار المكسيك
- موفيستار فينزويلا